# Nižný Hrušov
Nižný Hrušov – wieś (obec) na Słowacji, położona w kraju preszowskim w powiecie Vranov nad Topľou. Pierwsza wzmianka pisemna o miejscowości pojawiła się w roku 1254. Według danych za dzień 31 grudnia 2016 miejscowość zamieszkiwało 1559 osób, w tym 759 mężczyzn i 800 kobiet.
W miejscowości znajduje się rzymskokatolicki kościół Najświętszego Ciała i Krwi Chrystusa oraz kościół greckokatolicki z połowy XIII wieku.